# Baia de Aramă
Baia de Aramă – miasto w Rumunii, w okręgu Mehedinți. Według danych na rok 2002 liczy 5724 mieszkańców.